# 大同興運上埤頭倉庫支線
大同興運公司上埤頭倉庫支線，又稱大同興運專用線或上埤頭支線，是自華山車站分歧，由大同興運公司專用鐵路貨運支線；大同興運公司為於上埤頭擬建倉庫800餘坪呈請台灣鐵路管理局核准該倉庫前敷設專用側線。該線分歧處約今日建國北路跨縱貫線東側，至現今市民大道與八德路路口（北臺北車站附近），長120公尺，列車編組在華山調車場東側進行。本線於1986年廢棄。